# Is This Thing On?
Pour plus de détails, voir Fiche technique et Distribution.
Is This Thing On? est un film américain réalisé par Bradley Cooper et dont la sortie est prévue en 2025. Le scénario s'inspire de la vie du comédien britannique John Bishop. Le rôle principal est tenu par Will Arnett, qui participe également à l’écriture. Le long métrage raconte la vie d'Alex, un homme fraichement divorcé qui se lance dans le stand-up.
Il sera présenté en avant-première au festival du film de New York.

## Synopsis
Après de nombreuses années ensemble, Tess et Alex Novak viennent de se séparer. Alors que le divorce se passe à l'amiable, ils doivent commencer à apprendre à vivre séparément, tout en élevant leurs deux garçons et en préservant leur amitié. Alex va découvrir un nouveau passe-temps et se lancer dans le stand-up à West Village. Cela va lui en apprendre davantage sur lui-même et sur sa relation avec Tess.

## Fiche technique
Sauf indication contraire, les informations mentionnées dans cette section peuvent être confirmées par les bases de données cinématographiques IMDb et Allociné,  présentes dans la section « Liens externes ».
- Titre original : Is This Thing On?
- Réalisation : Bradley Cooper
- Scénario : Will Arnett, Bradley Cooper et Mark Chappell
- Musique : James Newberry
- Direction artistique : Nithya Shrinivasan
- Décors : Kevin Thompson
- Costumes : Gali Noy
- Photographie : Matthew Libatique
- Montage : Charlie Greene
- Production : Will Arnett, Bradley Cooper, Weston Middleton et Kris Thykier

Producteurs délégués : John Bishop et Caroline Jaczko
- Sociétés de production : Lea Pictures et Electric Avenue
- Société de distribution : Searchlight Pictures (États-Unis)
- Budget : N/A
- Pays de production :  États-Unis
- Langue originale : anglais
- Format : couleur
- Genre : comédie
- Date de sortie[2] : Dates sujettes à modification
  - États-Unis : 10 octobre 2025 (festival de New York)

## Distribution
- Will Arnett : Alex Novak
- Laura Dern : Tess
- Sean Hayes
- Bradley Cooper : Arnie
- Andra Day
- Amy Sedaris
- Christine Ebersole
- Ciarán Hinds
- Chloe Radcliffe
- Peyton Manning
- James Tom

## Production

### Genèse et développement
En juin 2023, il est annoncé que Bradley Cooper va réaliser un film, dans lequel il jouera également aux côtés de Will Arnett. Ce dernier coécrit également le scénario avec l'aide de Mark Chappell (en), auteur de séries télévisées britanniques. Le scénario s'inspire de la vie du comédie britannique John Bishop.
Peu après, Emily Blunt est annoncée dans un rôle principal. En décembre 2024, Sean Hayes rejoint la distribution. En février 2025, Bradley Cooper confirme la présence de Laura Dern et Andra Day et révèle par ailleurs qu'il officiera comme opérateur de la caméra B sur le tournage,. En avril 2025, les noms d'Amy Sedaris. Peyton Manning, Christine Ebersole et Ciarán Hinds sont révélés.

### Tournage
Initialement prévu en septembre 2024 à Los Angeles,, le tournage débute finalement en janvier 2025 à New York. Les prises de vues s'achèvent le 16 avril 2025.

## Sortie et accueil
Le film sera présenté en avant-première mondiale le 10 octobre 2025, en clôture du festival du film de New York.